# Liste der Fornminnen in Långsele

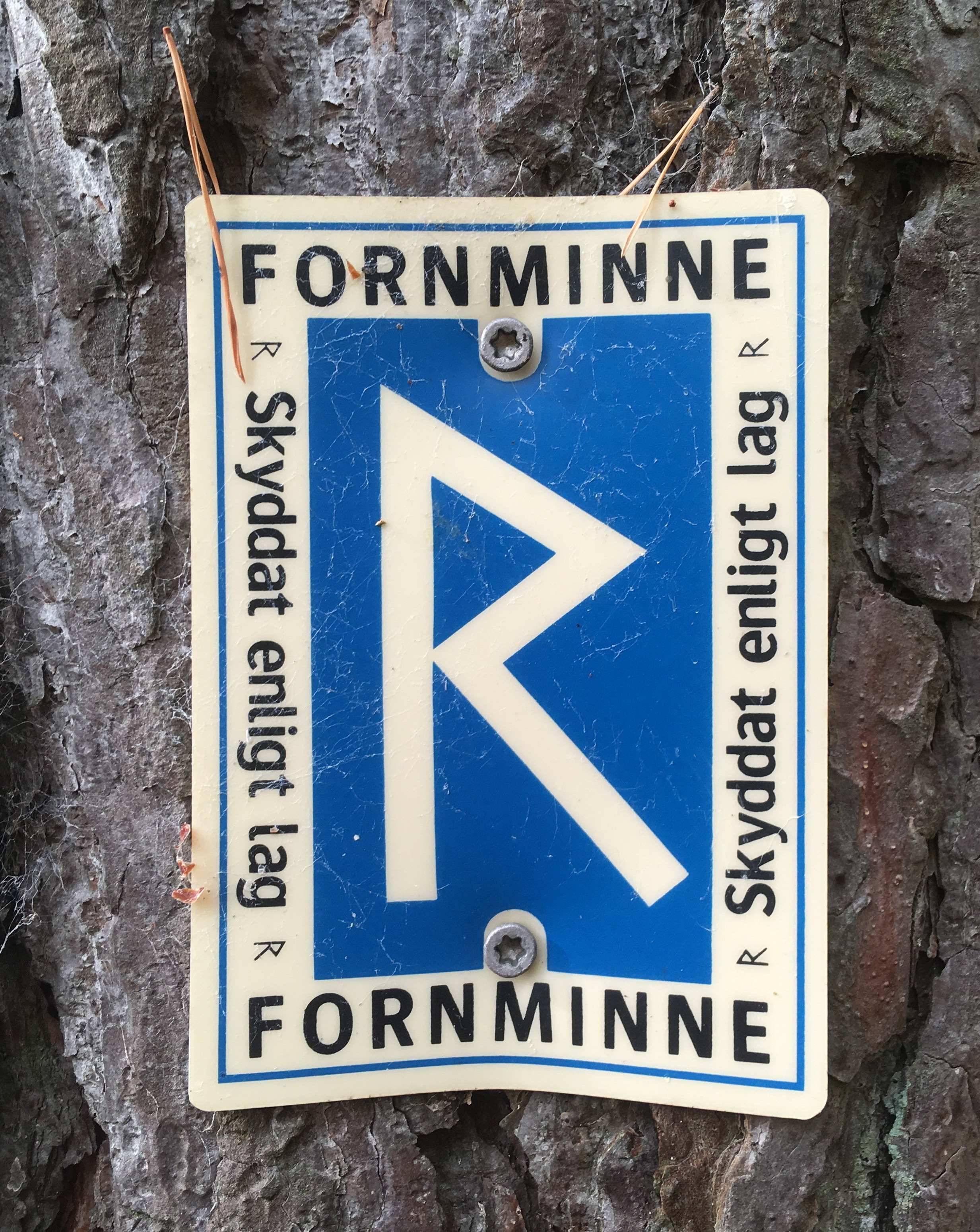
Zeichen für „Fornminnen“ in Schweden

Diese Liste der Fornminnen in Långsele zeigt die „Alten/antiken Denkmale“ (schwedisch fornminnen) im ehemaligen Socken Långsele in der heutigen Gemeinde Sollefteå der schwedischen Provinz Västernorrlands län, sie ist eine Teilliste der „Liste der Fornminnen in Västernorrland“. Die Aufteilung basiert auf der historischen Zuordnung der Gebiete in Socken (siehe auch) und der Einteilung des Zentralamts für Denkmalpflege Riksantikvarieämbetet (RAÄ). Es werden die Fornminnen aufgeführt, die auf dem Suchdienst „Fornsök“ registriert sind, welcher weitere Informationen zu den bekannten kulturhistorischen Überresten in Schweden enthält.

## Begriffserklärung
Fornminnen (schwedisch für alte/antike Denkmale oder archäologische Funde) sind in Schweden alte Objekte und archäologische Funde (Fornlämningar), welche die Überreste menschlicher Aktivitäten in der Vergangenheit bezeichnen, die durch frühere Nutzung entstanden sind und dauerhaft aufgegeben wurden. Dabei gilt für Fornminnen, die vor 1850 entstanden sind, dass sie automatisch durch das Gesetz geschützt sind. Aber auch jüngere Überreste können zu Bodendenkmalen erklärt werden, wenn sie sich an ihrem ursprünglichen Standort befinden und weitgehend erdgebunden sind. Als Fornminnen zählen u. a. Siedlungen und Siedlungsreste aus prähistorischer Zeit, Gräber und Grabstätten, Burgruinen, Ruinen von Klöstern, Kirchen und Schlössern, Steine und Felsen mit Inschriften und Bildern (z. B. Runensteine und Petroglyphen), insofern sie nicht schon als Einzeldenkmal unter Byggnadsminnen (schwedisch für Baudenkmale) oder kyrkliga Kulturminnen (schwedisch für kirchliches Kulturgut) ausgewiesen sind.

## Legende
| ID           | = | ID.Nr. des Denkmalregisters (Fornsök) im schwedische Amt für nationales Kulturerbe (Riksantikvarieämbetet (RAÄ)) |
| Lage         | = | Koordinatenangabe des Standorts                                                                                  |
| Bezeichnung  | = | Bezeichnung des Denkmalobjekts (auch RAÄ-Nr.)                                                                    |
| Beschreibung | = | Name (Denkmaltyp/Dokumentenverweis im Arkivsök) sowie eine kurze Beschreibung des Objekts                        |
| Bild         | = | Bild des Objekts sowie Verweis auf weitere Bilder                                                                |

## Liste Fornminnen Långsele
| ID             | Lage    | Bezeichnung (RAÄ-Nr.) | Beschreibung | Bild           |
| -------------- | ------- | --------------------- | --- | -------------- |
| 10247800130001 | (Karte) | Långsele 13:1         | Långsele 13:1 (Kapelle / L1936:6872) restaurierte rechteckige (16 x 11 m, zwischen 0,3 und 1 m hoch und bis zu 2 m dick) Grundmauern der ehemaligen Kirche von Långsele, befinden sich ca. 100 m südlich des Standorts der heutigen „Långsele kyrka“ im nördlichen Ortsteil Hamre am Nordufer des Faxälven.                                                            | Weitere Bilder |
| 10247800630001 | (Karte) | Långsele 63:1         | Långsele 63:1 (Alm / L1936:6042) etwa 220 x 100 m großes Areal eines ehemaligen Bergbauernhof (auch als schwedisch „Örbäcksfäbodarna“ bezeichnet) ca. 6,2 km südlich Långsele in einem Bachtal zusammen mit Fanggruben und Kohlungsanlagen gelegen, bestehend aus 3 Hausfundamenten (bis zu 9 x 5 m groß) mit erkennbaren Kaminen                                      | Weitere Bilder |
| 10247800700001 | (Karte) | Långsele 70:1         | Långsele 70:1 (Alm / L1936:6902) Reste eines ehemaligen Bergbauernhofs (auch als schwedisch „Österflobodarna“ bezeichnet) etwa 3,7 km nördlich der Ortschaft Västerflo nördlich Långsele. Auf dem rundlichen Areal von 40 x 30 m wurden Reste von Hausmauern und ein Hausfundament gefunden. Nördlich davon befinden sich zwei weitere bisher unbestätigte Alm-Gebiete | Weitere Bilder |
| 10247801040001 | (Karte) | Långsele 104:1        | Långsele 104:1 (Friedhof / L1936:6711) direkt östlich neben dem heutigen Friedhof von Långsele gelegenes Areal (etwa 50 x 40m), welches ein Gräberfeld bzw. ehemaligen Friedhof bildete, hier wurde bei Grabungen für Wasserleitungen 1937 ca. 50 mittelalterliche Skelettreste gefunden.                                                                              | Weitere Bilder |